# Rozga
Rozga est une localité de la municipalité de Dubravica située dans le comitat de Zagreb en Croatie. Au recensement de 2001 la localité comptait 161 habitants.